# Urbano Rivera
Urbano Rivera (1º aprile 1926 – luglio 2002) è stato un calciatore uruguaiano, di ruolo centrocampista.

## Carriera
Con la nazionale uruguaiana ha preso parte ai Mondiali 1954.

## Palmarès

### Club

#### Competizioni nazionali
- Segunda División Profesional de Uruguay: 1

Danubio: 1947